# Língua chaha
Chaha (em Chahae em Amárico ቸሃ čehā or čexā) é uma língua semítica falada na região central da Etiópia, principalmente na  Zona de Gurage pelo povo Gurage e ainda por migrantes da etnia que se estabeleceram em cidades maiores do país, como em Adis Abeba. A língua Chaha é reconhecida por muitos linguistas e fonologistas por ter uma morfo-fonologia muito complexa.

## Dialetos
Conforme  Ethnologue, os dialetos do SBG (Sebat Bet Gurage) são  Chaha (čäxa), Ezha (äža), Gumer (ou Gwemare, gʷämarä), Gura, Gyeto (ou Gyeta, gʸäta), Muher (ou Mwahr, mʷäxǝr).  Porém, alguns desses são por vezes considerados, não sem razão, como idiomas. Especialmente, o   Muher diverge muito dos demais dialetos de forma a muitas vezes não ser sequer tratado como uma língua do Gurage-Oeste que engloba a Chaha. (Conf. Hetzron72).
Aqui será focado mais o dialeto Chaha, o qual foi bem mais estudado que os demais, e os exemplos, a menos que indicados de forma diversão, são realmente Chaha.

## Fonologia e Ortografia

### Consoantes e vogais
Sebat Bet Gurage (SBG) tem um significativo conjunto de fonemas bem típico das línguas semíticas etiópicas  Existe o grupo usual de consoantes ejetivas, bem como planas surdas e sonoras. Há também uma significativa presença de consoantes palatizadas e labializadas, maior do que nas demais línguas Semíticas Etiópicas.

As tabelas que  se seguem mostram os sons da forma dialetal básica, o Chaha, Assim como há muitos fonemas, há muita controvérsia por causa da complexa morfo-fonologia (re. Banksira). Para melhor representar os sons SBG, aqui há modificações para um sistema que é comum, mas não universal, entre os lingüistas que trabalham com as línguas semíticas etiópicas, que difere um pouco dos padrões IPA . Onde os símbolos IPA são diferentes, isso é indicado entre colchetes no texto.
|             |                            | Labial  | Labial                     | Dental | Palato-alveolar | Palatal | Velar | Velar | Glotal |
| Simples     | Labialização "arredondada" | Simples | Labialização “arredondada” | Dental | Palato-alveolar | Palatal |       |       | Glotal |
| Ejetiva     | Surda                      | p       | pʷ                         | t      |                 | kʸ      | k     | kʷ    |        |
| Ejetiva     | Sonora                     | b       | bʷ                         | d      |                 | gʸ      | g     |       |        |
| Ejetiva     | Consoante ejetiva          |         |                            | ṭ      |                 | ḳʸ      | ḳ     | ḳʷ    |        |
| Africada    | Surda                      |         |                            |        | č               |         |       |       |        |
| Africada    | Sonora                     |         |                            |        | ǧ               |         |       |       |        |
| Africada    | Consoante ejetiva          |         |                            |        | č̣               |         |       |       |        |
| Fricativa   | Surda                      | f       | fʷ                         | s      | š               | xʸ      | x     | xʷ    | h      |
| Fricativa   | Sonora                     |         |                            | z      | ž               |         |       |       |        |
| Nasal       | Nasal                      | m       | mʷ                         | n      |                 |         |       |       |        |
| Aproximante | Aproximante                | β       | w                          | l      |                 | y       |       |       |        |
| Tepe        | Tepe                       |         |                            | r      |                 |         |       |       |        |

Além das sete típicas vogais das Etiópicas, SBG tem vogal semi-aberta (ɛ) e posterior (ɔ). Alguns dialetos apresentam fonemas vogais curtos, longos e nasalizados.
|                | Anterior | Central | Posterior |
| -------------- | -------- | ------- | --------- |
| Alta (fechada) | i        | ə       | u         |
| Meio-Fechada   | e        |         | o         |
| Meio-Aberta    | ɛ        | ä       |           |
| Baixa (aberta) |          | a       |           |

### Morfo-fonologia
Além das características complexas da morfologia verbal das línguas semíticas, o SBG apresenta outro nível adicional de complexidade por causa das intrincadas relações entre o conjunto de consoantes na raiz “trilateral” do verbo e como isso é percebido numa forma particular desse verbo ou de um substantive derivado desse verbo. Por exemplo: o verbo cujo significado é  'abrir' tem sua raiz consistindo das consoantes {kft} (como ocorre na maioria das línguas Semíticas - Etiópicas).
Em algumas formas de verbos se percebem essas consoantes. Como exemplo, a 3ª pessoa singular masculina –passado perfeito (ele abriu) é  käfätä-m. Porém, quando se usa a forma impessoal desse verbo, significando aproximadamente  'ele (aquilo) foi aberto', duas das consoantes da raiz trocam de posição käfʷäč-i-m.
Ao menos três diferentes processos fonológicos ocorrem na morfo-fonologia SBG.

#### Suavização  e  "geminação"
Na maioria das línguas etiópicas –semíticas, a geminação, ou seja, o alongamento de uma consoante, representa um papel para distinguir uma palavra de outra e também na gramática dos verbos.
Por exemplo, na língua amárica a segunda consoante de um grupo de três que forma uma raiz verbal, se for duplicada, indica o tempo passado simples: {sdb} 'insultar', säddäbä 'ele insultou'.
Em Chaha e em outros dialetos SBG (não em Ezha ou Muher), a geminação é substituída pela suavização (redução sonora do fonema). Exemplo: a raiz verbal que significa 'insulto' é a mesma em SBG ou em Amárico (com b substituído por β), mas no passado imperfeito a segunda consoante se transforma em t nos dialetos não geminados - sätäβä-m 'ele insultou'.
É óbvio que somente consoantes fortes podem ser suavizadas:  b/β → p, d → t, g → k, bʷ → pʷ, ǧ → č, gʸ → kʸ, gʷ → kʷ, z → s, ž → š.
A forma "suavizada/geminada de r é n. Outras consoantes fortes não são suavizadas.

#### Labialização
Muitos processo morfológicos levam à labialização (arredondamento) das consoantes.
For example, from the three-consonant verb root {gkr} 'be straight', there is the derived adjective gʷǝkʷǝr 'straight'.
Labial and velar consonants can be labialized: p → pʷ, b → bʷ, β → w, f → fʷ, k → kʷ, ḳ → ḳʷ, g → gʷ, x → xʷ.

#### Palatalização
Diversos processos morfo-fonológicos fazem as consoantes serem palatizadas.  Por exemplo, a 2ª pessoa feminina singular dos verbos no passado imperfeito e no imperativo/jussivo palatiza uma das consoantes (se for palatizável):  {kft} 'abrir', tǝkäft 'você (masc.) abre', tǝkäfč 'você (fem.) abre'.
Consoantes velares e denatais podem ser palatizadas: t → č, ṭ → č̣, d → ǧ, s → š, z → ž, k → kʸ, ḳ → ḳʸ, g → gʸ, x → xʸ. r palataliza para y.
Em um caso morfológico há processo inversos (“despalatização”) ; No imperativo/jussivo de uma classe de verbos, a primeira consoante da raiz perde a palatização (se isso for possível). Por exemplo: o verbo que significa 'retornar' (transitivo) tem as consoante {žpr} naraiz; mas, em algumas formas teremos žäpärä-m 'ele retornou', mas a ž é despalatizaca para z no imperativo - zäpǝr 'retorne! (masc.)'.

### Alofones
As relações entre n, r,  l são complexas. Ao menos na raiz verbal, [n] e [r] podem ser tratadas como alofones de um único fonema. A consoante é percebida  como [n] no início da palavra, quando ocorrer num ambiente de geminação, mas quando ela termina a penúltima sílaba é percebida como [r] appear.
- nämädä-m 'ele apreciou', tä-rämädä-m 'ele foi apreciado'
- yǝ-βära 'ele come', bäna-m 'ele comeu' ("geminado")
- sǝräpätä-m 'ele gastou algum tempo', wä-sämbǝt 'gastar algum tempo' (o n, como em português, se torna m em função do b que se segue)

Banksira também questiona que o k seria um alofone de x – e dinda b um alofone de  β.

### Ortografia
SBG é escrito com a escrita Ge’ez ou Etíope, a qual foi desenvolvida para a hoje extinta Ge'ez e é hoje conhecida por seu uso nas línguas amárica e tigrínia.  Embora haja relativamente poucos textos na língua chaha, três romances foram publicado nesse dialeto, os quais foram escritos por  Sahlä Sǝllase e Gäbräyäsus Haylämaryam.
Para representar as consoantes palatizadas em Ge'ez, Amárico ou Tigrinia caracteres modificados foram introduzidos na escrita, usando, por exemplos, diacríticos em algumas letras. O primeiro uso para isso fopi no Novo testamento publicado pela “Ethiopian Bible Society”, o que se estendeu depois a toda a Bíblia e, por fim, passou a uso geral.